# “长沙会战”第九战区长官司令部指挥所旧址
28°11′02″N 112°55′52″E / 28.18389°N 112.93111°E
“长沙会战”第九战区长官司令部指挥所旧址位于中国湖南省长沙市岳麓区岳麓山爱晚亭附近，2011年被列为湖南省文物保护单位。
指挥所遗址现存的部分是一个防空洞，其顶部由花岗岩构成，占地面积约30平方米。外门采用卯榫门框，门框本身由花岗岩制成，门框高1.8米，宽1.5米，门洞高2.2米，深15米。洞顶同样由花岗岩构成，地面则铺有沙石。此地树木茂密，非常隐蔽。在1980年代，从这里出土了大量枕木等构件。
1941年12月，日军第三次进犯长沙。12月30日，第九战区司令部长官薛岳将指挥部迁至岳麓山，设立临时指挥所，现存防空洞是当时指挥所的一部分。
- 防空洞外景
- 洞口右方的白虎
- 洞口上方的青龙
- 洞内